# Aarden dam

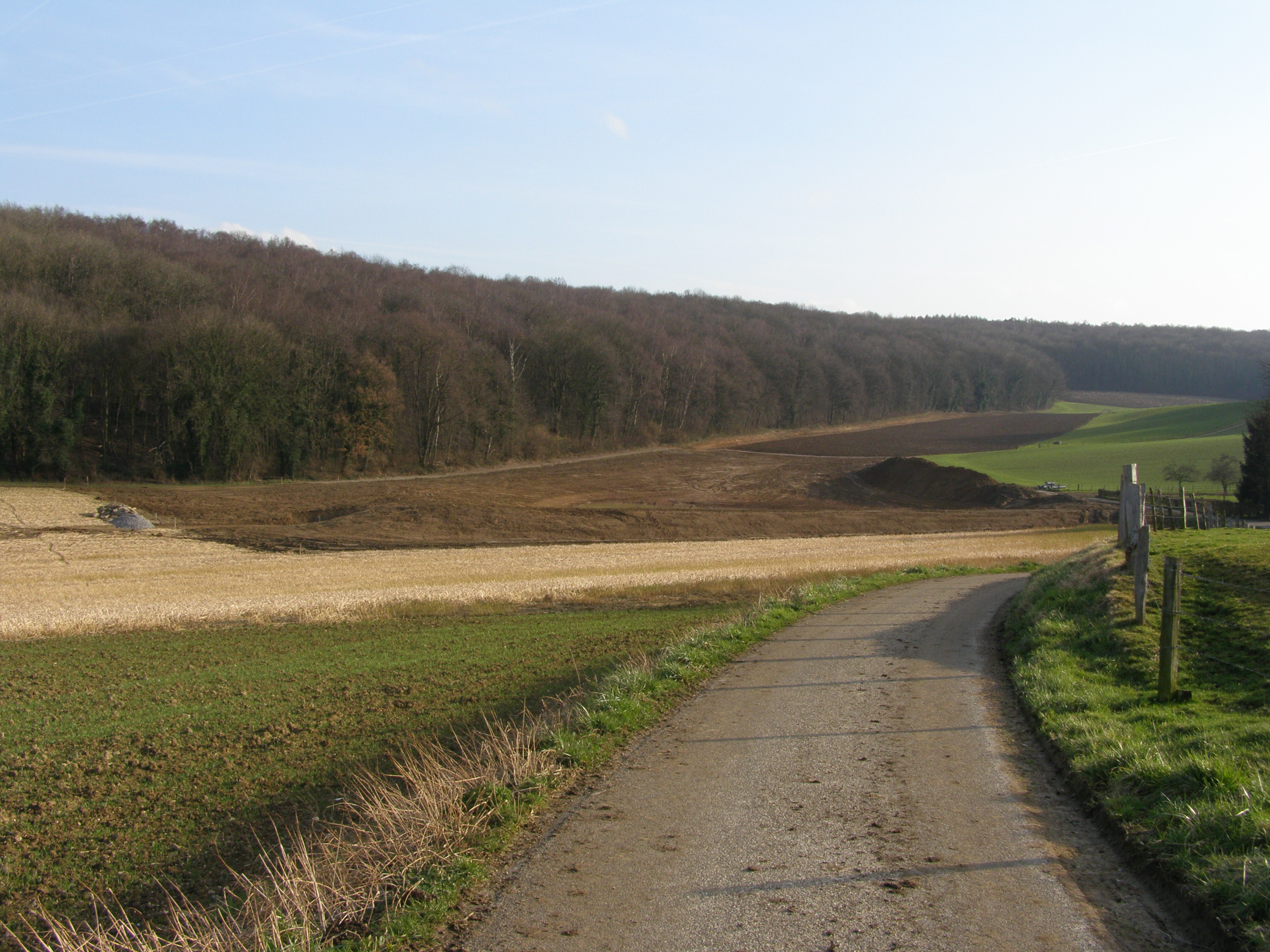
Aarden dam nabij Berghem in Zuid-Limburg

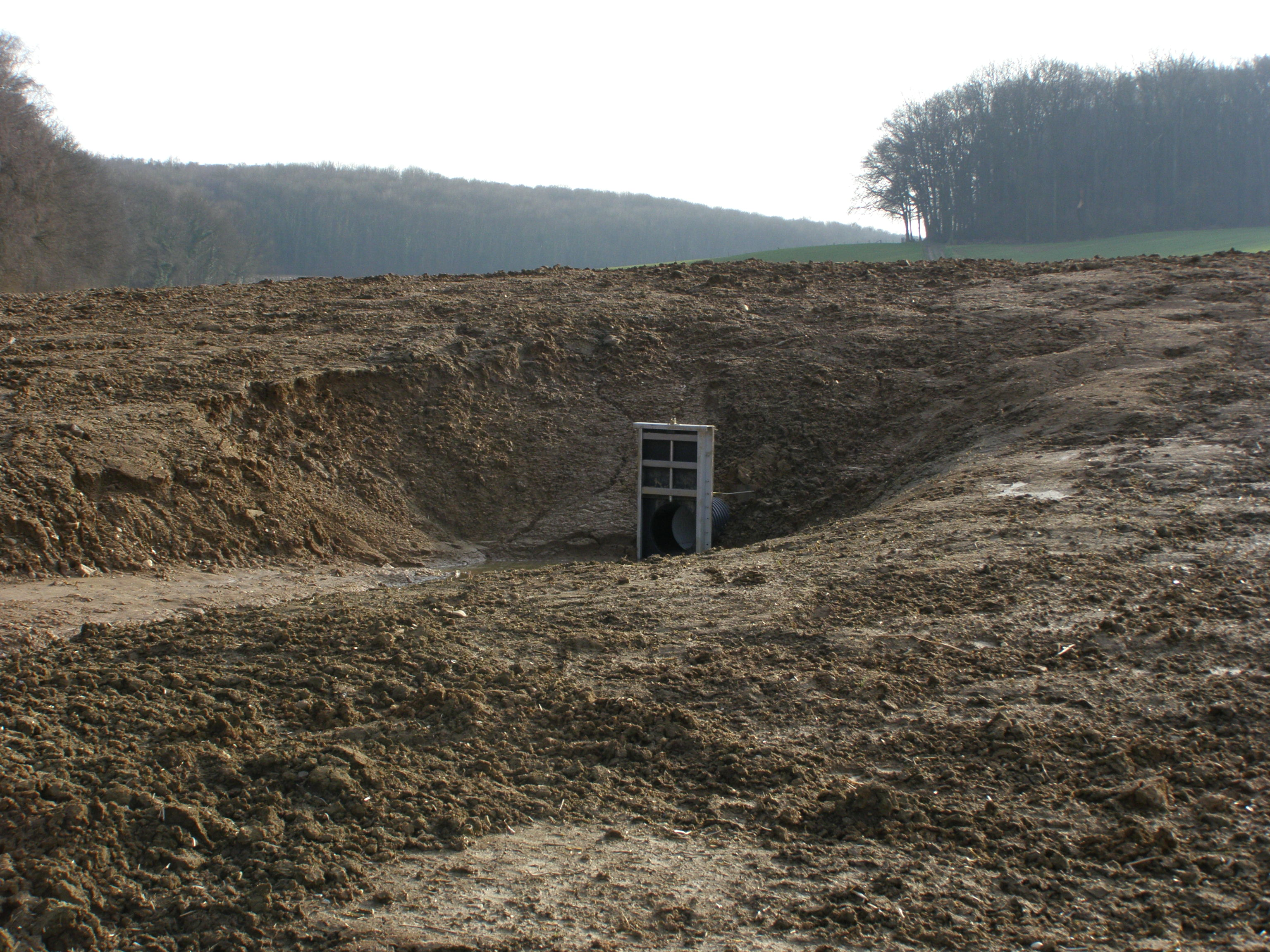
Duiker in de aarden dam nabij Berghem

Een aarden dam is een dam gemaakt van leem of klei met het doel water vast te houden, tijdelijk op te slaan of tegen te houden. De dam is meestal zo gemaakt dat hij bij extreme watertoevoer kan overlopen via een speciaal daartoe ontworpen noodoverlaat. In een aantal gevallen is de constructie voorzien van een knijpduiker, waarmee piekdebieten afgetopt kunnen worden.

## Literatuur

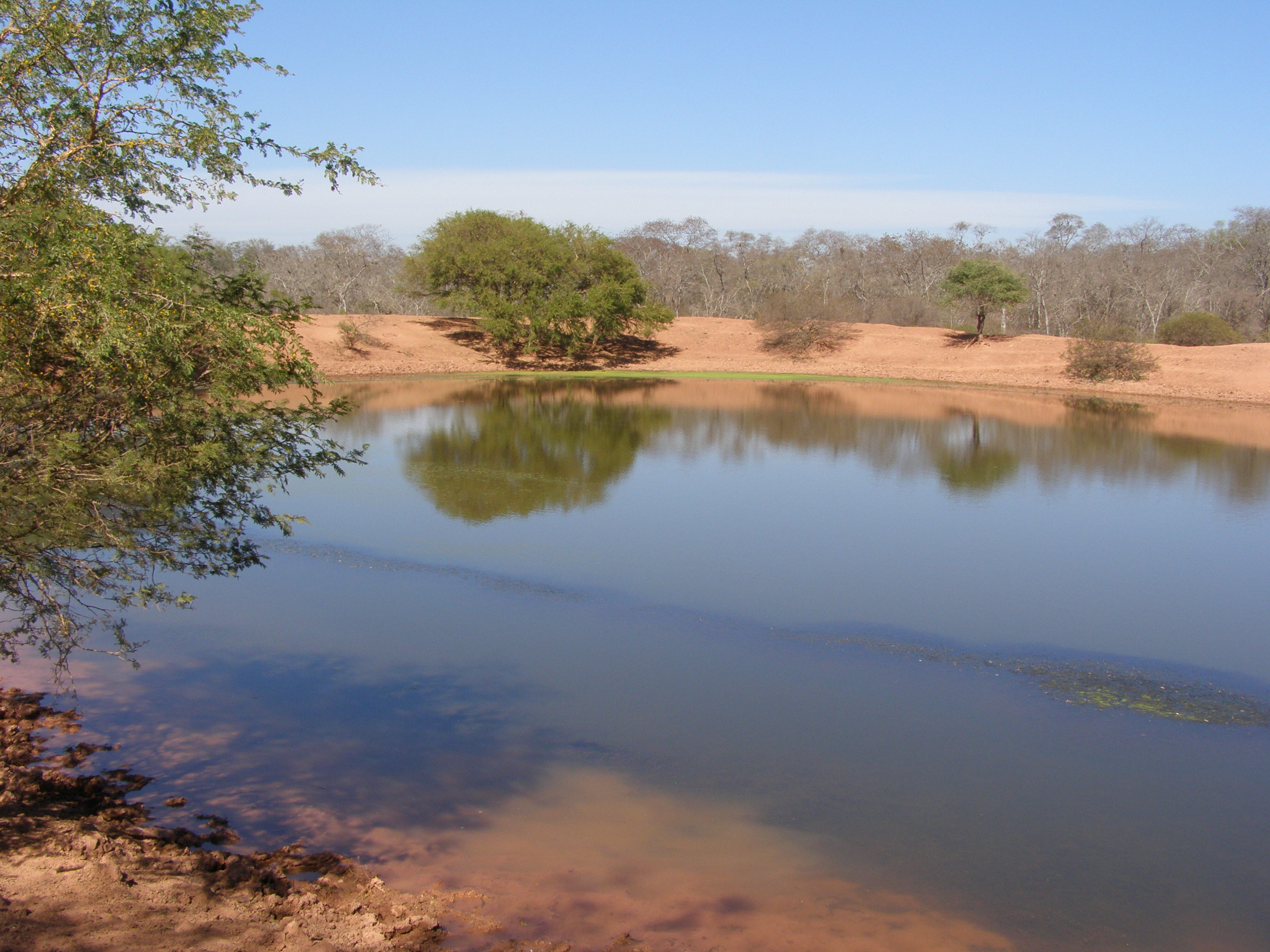
Klein stuwmeer met aarden dam ten zuiden van Charagua in Bolivia